# 2007年世界房車錦標賽法國站
2007年世界房車錦標賽法國站是2007年度世界房車錦標賽的第四站賽事，正式比賽在2007年6月3日於法國波城賽道上舉行。這是第三次在法國舉行賽事。第一回合由雪佛蘭車隊的文尼勝出，第二回合由寶馬車隊的法夫斯勝出。